# ریستو کالا
ریستو کالا (فنلاندی: Risto Kala; ۲۴ ژوئیهٔ ۱۹۴۱ – ۲۵ نوامبر ۲۰۲۱) بازیکن بسکتبال اهل فنلاند بود. وی در بازی‌های المپیک تابستانی ۱۹۶۴ حضور داشته‌است.